# يوشيهيرو موراكامي
يوشيهيرو موراكامي (باليابانية: 村上佳宏؛ بالكانا: むらかみ よしひろ) هو رياضي خماسي ياباني، ولد في 28 نوفمبر 1976 في شيزوكا في اليابان.

## وصلات خارجية
- يوشيهيرو موراكامي على موقع الاتحاد الدولي للخماسي الحديث (الإنجليزية)
- يوشيهيرو موراكامي على موقع أوليمبيديا (الإنجليزية)